# Zyklonsaison im Nordindik 1998
Die Zyklonsaison im Nordindik 1998 war eine überdurchschnittlich aktive Wirbelsturmsaison. Im nördlichen Indik ist die Sturmsaison im Gegensatz zu anderen Entstehungsgebieten tropischer Wirbelstürme nicht begrenzt, sondern erstreckt sich über das ganze Jahr. Der Höhepunkt der Aktivität liegt im Mai und im November; durchschnittlich bilden sich im Golf von Bengalen östlich des indischen Subkontinents und im westlich davon liegenden Arabischen Meer zusammen zwischen vier und sechs tropische Wirbelstürme. Das zuständige Regional Specialized Meteorological Centre in diesem Becken ist das India Meteorological Department (IMD), durch das Joint Typhoon Warning Center werden inoffizielle Sturmwarnungen herausgegeben, die sich primär an Einrichtungen der US-Streitkräfte in der Region richten. Offiziell werden vom IMD solche Wirbelstürme gezählt, die sich zwischen dem 45. und 100. Grad östlicher Länge bilden. 1998 veröffentlichte das IMD keine Windgeschwindigkeiten, weswegen die Stürme offiziell als „depressions“, „deep depressions“ oder „cyclonic storms“ bezeichnet werden. Die hier genannten Windgeschwindigkeiten sind die vom JTWC ermittelten einminütigen Windgeschwindigkeiten. Auch Sturmnamen wurden damals noch nicht offiziell vergeben.
Mit der Bildung von elf tropischen Tiefdruckgebieten, von denen sich acht zu tropischen Zyklonen entwickelten, war diese Saison neben den 1987, 1996 und 2005 eine der aktivsten seit Beginn der systematischen Aufzeichnungen in diesem Becken.

## Saisonverlauf
Der erste Sturm der Saison entwickelte sich am 18. Mai über dem Golf von Bengalen. Dieser erreichte Spitzenwindgeschwindigkeiten von 130 km/h und gelangte bei Chittagong, Bangladesch über Land. Ebenfalls im Mai formte sich ein Sturm über dem Arabischen Meer. Er löste sich am nächsten Tag auf See auf, ohne Auswirkungen an Land zu haben. Der intensivste Sturm der Saison bildete sich Anfang Juni vor der Südwestküste Indiens. Er wanderte langsam westwärts und blieb relativ schwach, bevor er nach Norden abdrehte und sich intensivierte. Der Sturm erreichte seinen Höhepunkt mit einminütigen Windgeschwindigkeiten von 195 km/h, kurz bevor er bei Porbandar im indischen Bundesstaat Gujarat über Land gelangt und sich im Tagesverlauf auflöste.
Nach drei Monaten Inaktivität bildeten sich Ende September und im Oktober insgesamt fünf tropische Systeme. Zwei davon verstärkten sich zu tropischen Stürmen, die jedoch keine Auswirkungen auf Land hatten. Anfang November bildete sich im Golf von Bengalen der sechste tropische Zyklon des Jahres. Der Sturm entwickelte sich rasch und erreichte seine Spitzenintensität mit Windgeschwindigkeiten von 155 km/h vor dem Landfall. Kurz nach der Auflösung von Zyklon 06B führte das Resttief des Tropischen Sturms Chip zur Entwicklung eines neuen tropischen Zyklons im Golf von Bengalen. Der Sturm erreichte seine größte Stärke mit Windgeschwindigkeiten von 140 km/h über offenem Wasser. Der Sturm gelangte in eine Zone mit starker Windscherung und schwächte sich deswegen vor dem Erreichen des Festlandes rasch ab. Der letzte Zyklon der Saison bildete sich Mitte Dezember im Arabischen Meer. Er erreichte mit andauernden Windgeschwindigkeiten von 120 km/h seine größte Intensität und zog in Oman am 17. Dezember über Land, um sich kurz darauf aufzulösen.
Die Stürme der Saison töteten viele Menschen, die meisten davon fielen Zyklon 03A zum Opfer. Durch die fast fünf Meter hohe Sturmflut des Sturms wurden mehr als 10.000 Personen getötet, viele der Salzgewinnungsanlagen an der Küste wurden überflutet. Der Gesamtschaden durch diesen Sturm wurde auf 120 Milliarden Rupien (3 Milliarden US-Dollar). Auch die Zahl der Opfern durch Zyklon 01B im Mai war offenbar hoch: neben 26 getöteten Personen wurden mindestens 4000 Fischer vermisst. Eine kurzlebige Depression verursachte Mitte Oktober schwere Überschwemmungen in Andhra Pradesh, in deren Verlauf 122 Personen das Leben verloren. Im November verursachte der Tropische Zyklon 06B Sachschäden in Höhe von 880 Millionen BTN (20,7 Millionen US-Dollar) in Bhutan. Vierzig Tote und 100 Vermisste wurden nach Zyklon 07B in Bangladesch verzeichnet.

## Stürme

### Schwerer zyklonischer Sturm BOB 01 (01B)
Der erste tropische Zyklon in der Region entwickelte sich als tropische Störung am 13. Mai südöstlich von Sri Lanka über dem südlichen Golf von Bengalen. Das System entwickelte sich langsam und wanderte zunächst nach Nord-Nordosten, bevor sie sich nach Westen wandte. Am 16. Mai verlangsamte sich das System in der Nähe der südöstlichen Küste Indiens und schlug erneut eine nördliche Zugrichtung ein. Um 7:00 UTC am 17. Mai gab das Joint Typhoon Warning Center (JTWC) einen Tropical Cyclone Formation Alert (TCFA) aus. Ein zweiter TCFA wurde im Tagesverlauf ausgegeben, als sich eine neue Zirkulation weiter nordöstlich bildete. Um 6:00 UTC am 18. Mai gab das JTWC die erste Warnung zum Zyklon 01B aus. Im operativen Betrieb wurde die Windgeschwindigkeit auf 55 km/h geschätzt. Der Zyklon setzte seine Wanderung in nordöstlicher Richtung fort und intensivierte sich bei der Annäherung an Bangladesch kontinuierlich. Etwa zwölf Stunden nach der Klassifizierung als tropisches System erreichte der Zyklon die Stärke eines tropischen Sturms, der 555 km südsüdöstlich von Chittagong einminütige Windgeschwindigkeiten von 65 km/h erreichte. In der Frühe des 20. Mai erreichte Zyklon 01B seine größte Intensität mit einer andauernden einminütigen Windgeschwindigkeit von 130 km/h. Ein Auge bildete sich und einige Stunden später querte der Sturm bei Chittagong die Küstenlinie. Nach dem Landfall schwächte sich der Sturm rasch ab und löste sich einige Stunden später auf.
Vor dem Eintreffen des Sturmes evakuierten die Behörden etwa 650.000 Einwohner, sodass der Verlust an Menschenleben durch Zyklon 01B verhältnismäßig gering blieb. Weil Zyklon 01B jedoch vor allem auf niedrig gelegene Gebiete traf, zerstörten die Auswirkungen des Sturmes 6000 Häuser, weitere 9945 wurden beschädigt. Die Sturmflut erreichte eine Höhe von 1,8–3 m und überflutete einige Küstenstädte. Insgesamt wurden 1,876 Hektar Salzgärten und Krebsfarmen beschädigt. Mindestens 35 Personen wurden durch den Sturm getötet, 504 weitere wurden verletzt. Fünf der Todesopfer entfallen auf Chittagong, fünf weitere auf eine Insel im Cox’s Bazar-Distrikt. Sechzehn Seeleute verloren ihr Leben, als ihre Fischerboot im Sturm sanken. Außerdem wurden vom Roten Kreuz etwa 4000 Fischer als vermisst auf See geführt. Insgesamt waren in Bangladesch von den Auswirkungen des Zyklons 108.440 Personen betroffen. Ein Öltanker, der bei Chittagong ankerte, wurde durch die raue See auf ein anderes Schiff geworfen und dabei deutlich beschädigt. Große Mengen von Rohöl gelangten durch ein Leck im Rumpf des Schiffes in das Meer. Beide Schiffe gehörten der Bangladesh Shipping Corporation.

### Depression ARB 01 (02A)
Am 27. Mai entwickelte sich über dem zentralen Arabischen Meer ein Tiefdruckgebiet. Als sich das Zentrum des Systems am nächsten Tag rund 740 km südlich der Insel Masirah befand, gab das JTWC die erste reguläre Sturmwarnung aus. Der Sturm erreichte schon bald darauf seinen Höhepunkt mit Windgeschwindigkeiten von 65 km/h. Kurz darauf verstärkte sich die vertikale Windscherung, sodass die Auflösung des Zyklons einsetzte. Das Zirkulationszentrum verlor schon bald die Konvektion und im Tagesverlauf erreichte das System nicht mehr die Stärke eines tropischen Sturms. Er löste sich am 29. Mai über dem offenen Meer auf.

### Sehr schwerer zyklonischer Sturm ARB 02 (03A)
Der stärkste und folgenschwerste tropische Zyklon im Nordindik des Jahres 1998 bildete sich am 1. Juni als Tiefdruckgebiet mit Zentrum über den Lakkadiven. Zwei Tage später verkündete das JTWC einen TCFA, das sich langsam besser organisierte. In der Frühe des 4. Juni gaben die Meteorologen der United States Navy in Pearl Harbor die erste vollwertige Sturmwarnung zum tropischen Zyklon 03A aus. Der noch relativ kleine Sturm zog langsam nach Westen und schwächte sich ab, da sich die Windscherung verstärkte. Das System konnte sich jedoch regenerieren und am nächsten Tag wurden die Warnungen wieder aufgenommen. Der Sturm intensivierte sich kontinuierlich und wanderte nach Nordwesten. Die Auswertung der Dvorak-Technik am 6. Juni ergab den Wert T4.0, was Spitzenwindgeschwindigkeiten von 120 km/h entspricht. Zu diesem Zeitpunkt etwa begann der Sturm auf eine nördliche Richtung zu drehen und beschleunigte wegen eines sich nähernden subtropischen Troges nach vorne. Als sich der Sturm der indischen Küste annäherte, bildete er ein Auge und intensivierte sich zu einem Äquivalent eines schweren Hurrikanes, der Windgeschwindigkeiten von 185 km/h erreichte. Nachdem sich Zyklon 03A am 9. Juni leicht abschwächte, gewann er erneut an Kraft und erreichte seinen Höhepunkt mit andauernden einminütigen Spitzenwindgeschwindigkeiten von 195 km/h. Danach gelangte der bei Porbandar im indischen Bundesstaat Gujarat über das Festland. Über Land verlor der Sturm sehr schnell an Stärke und löste sich noch am selben Tag auf.
Der tropische Zyklon 03A erzeugte eine starke Sturmflut, deren Höhe rund 4,9 m erreichte und Salzgärten sowie Orte an der Küste verwüstete. Nach Schätzungen wurden rund 10.000 Bewohner der Region durch den Sturm getötet, viele davon waren Arbeiter in den Salzgärten, die kein Radio besaßen und deswegen wenig oder gar nicht vor dem Zyklon gewarnt wurden. Teilweise wurde der hohe Verlust an Menschenleben Unternehmern zugeschrieben, die keinen Gewinn einbüßen wollten und deswegen ihre Arbeiter nicht vor dem sich nähernden Zyklon warnten. Außerdem war die Region seit 1890 lediglich von 17 Zyklonen getroffen worden, von denen alle schwächer waren als Zyklon 03A. Deswegen schätzte man die Gefährdung der Region sowohl durch die Bevölkerung als auch die Katastrophenschutzbehörden falsch eingeschätzt. Der starke Wind verursachte eine Unterbrechung der Stromversorgung für viele Ortschaften in der Region. Ein Sendemast in Porbandar stürzte ein und führte so zu Störung der Telekommunikationsverbindungen. Der Kraft des Sturmes hielten hunderte von Masten der Elektrizitätsleitungen nicht stand; der Schaden dadurch wurde auf 10 Milliarden Rupien geschätzt. Mindestens 893 Personen wurden durch den Sturm verletzt und mehr als 11.000 landwirtschaftliche Nutztiere wurden getötet. Mehr als 162.000 Bauwerke wurden beschädigt oder zerstört. Der Sachschaden in der betroffenen Region wurde auf 120 Milliarden Rupien errechnet. Die Reste des Sturmsystems erzeugten schwere Regenfälle über Pakistan, wo deswegen 12 Personen durch Stromschlag starben.

### Depression ARB 03 (04A)
Ende September entwickelte sich im Arabischen Meer etwa 740 km westlich von Mumbai ein Tiefdruckgebiet. Es entstand aus einem bodennahen Trog, der in Ost-West-Richtung ausgerichtet war. Das System intensivierte sich stetig auf seinem langsamen Zug nach Westen. Die erste Sturmwarnung des JTWCs wurde am 30. September verkündet. Zyklon 04A erreichte seinen Höhepunkt mit andauernden Windgeschwindigkeiten von 65 km/h. Da sich der Sturm innerhalb einer Zone mit mäßiger Windscherung befand, schwächte er sich rasch ab und löste sich in der Frühe des 1. Oktobers auf.

### Deep Depression ARB 04
Am 8. Oktober meldete das India Meteorological Department die Entstehung eines Tiefdruckgebietes, das sich zu dem Zeitpunkt 835 km südwestlich von Mumbai befand. Das System wurde für kurze Zeit als Deep Depression klassifiziert und erreichte Spitzenwinde von 55 km/h. Es zog in westnordwestlicher Richtung und schwächte sich schon kurz nach Erreichen der Spitzenintensität wieder ab. Bereits am nächsten wurden die letzten Warnungen zu dem System ausgegeben, das auf hoher See blieb.

### Deep Depression BOB 03
Am 13. Oktober begann das IMD mit der Beobachtung eines tropischen Tiefdruckgebietes vor der Ostküste Indiens. Die Depression blieb relativ schwach und erreichte andauernde Windgeschwindigkeiten von 45 km/h, bevor das System in der Nähe von Narsapur an der Küste von Andhra Pradesh in der Frühe des 14. Oktobers über Land zog. Über Land löste sich die Depression nach kurzer Zeit auf. Die durch das Tiefdrucksystem erzeugten Regenfälle verursachten Schäden an Eigentum und in der Landwirtschaft. Die binnen 24 Stunden gefallenen Niederschläge summierten sich mancherorts auf bis zu 110 mm, wodurch Sturzfluten ausgelöst wurden. Dies wurde dadurch begünstigt, dass das Erdreich im selben Gebiet nach den Regenfällen durch ein anderes Regentief eine Woche zuvor nicht mehr aufnahmefähig war. In Hyderabad wurden Schulen und Behördeneinrichtungen geschlossen. Hochwasser führte auch zur Sperrung zahlreicher Landstraßen. Der Stausee der Srisailam-Talsperre lief in den Morgenstunden des 14. Oktobers über, weswegen das Kraftwerk von Srisailam abgeschaltet werden musste. Nachdem der Wasserstand auch am nächsten Tag weiterstieg, ließen die Verantwortlichen 53.000 gefährdete Bewohner in Sicherheit bringen. Insgesamt verursachten die Überschwemmungen infolge der Depression in Andhra Pradesh den Tod von 122 Personen.

### Zyklonischer Sturm ARB 05 (05A)
Das IMD begann am 10. Oktober mit der Beobachtung eines Tiefdruckgebietes über den Lakkadiven. Das Tief wanderte nach Nordwesten, entwickelte sich jedoch kaum. Am 15. Oktober gab das JTWC einen Tropical Cyclone Forming Alert aus, da sich das System inzwischen besser organisiert hatte. Die Windscherung nahm zwar zu, dennoch wurden am nächsten Tag die ersten vollwertigen Sturmwarnungen veröffentlicht. Die Konvektion war minimal und der Sturm erreichte mit einminütigen Windgeschwindigkeiten von weniger als 65 km/h seinen Höhepunkt. Das System zog nordostwärts und schwächte sich unter dem Einfluss starker Windscherung ab. Am 17. Oktober erreichte Zyklon 05A nicht mehr die Stärke eines tropischen Sturmes. Er gelangte auf der Halbinsel Kathiawar über Land, etwa dort wo bereits der Landfall von Zyklon 03A Anfang Juni stattgefunden hatte. Über Land löste sich der Sturm kurz darauf auf.
Bei der Annäherung an das Festland evakuierten die Behörden in Gujarat einige hundert Einwohner aus küstennahen Gebieten. Da der Sturm jedoch nicht sehr stark war, gab es an Land keine Schäden, auch der Niederschlag war nur leicht. Auf See wurden mehr als 250 Fischer als vermisst gemeldet, da der Kontakt zu zahlreichen Fischerbooten verloren ging, darunter 120 Seeleute aus Satpathy. Einige der Schiffe kenterten, manche Besatzungsmitglieder konnten an Land schwimmen, darunter 12 Fischer aus Satpathy und drei aus Colaba. Die indische Küstenwache entsandte Hubschrauber und Schiffe in die Region, um die Vermissten zu finden.

### Deep Depression BOB 04
In der Frühe des 28. Oktobers begann das India Meteorological Department mit der Beobachtung eines tropischen Tiefdruckgebietes, das sich rund 555 km südsüdöstlich von Visakhapatnam im Bundesstaat Andhra Pradesh befand. Die Depression verstärkte sich im Tagesverlauf zu einer Deep Depression mit Windgeschwindigkeiten von 55 km/h, bevor sich der Trend umkehrte. Das System löste sich am nächsten Tag in der Nähe der Küste Andhra Pradeshs auf. Die äußeren Regenbänder erzeugten an der Küste leichte Regenfälle.

### Sehr schwerer zyklonischer Sturm BOB 05 (06B)
Am 10. September entwickelte sich innerhalb der Monsunrinne über dem Golf von Bengalen ein Tiefdruckgebiet, das nach Nordwesten wanderte. Das Tief entwickelte sich kontinuierlich und intensivierte sich am 14. November zum tropischen Zyklon 06B. Eine kurze Periode rapider Intensivierung ließ den Sturm fast die Kategorie 1 der Saffir-Simpson-Hurrikan-Windskala erreichen, kurz bevor der Sturm in der Nähe von Visakhapatnam die Küstenlinie überquerte. Zyklon 06B erreichte seine Spitzenintensität mit andauernden Windgeschwindigkeiten von 155 km/h. Zu diesem Zeitpunkt hatte das IMD den Zyklon als sehr schweren zyklonischen Sturm geführt und meldete ein Auge, dessen Durchmesser 60 km umfasste. Über Land schwächte sich der Sturm sehr rasch ab und löste sich in der Frühe des 16. November auf.
Aus den betroffenen Gebieten wurden Ernteausfälle, Gebäudeschäden und der Verlust von sechs Menschenleben gemeldet, vier davon aus Visakhapatnam und die beiden anderen im Osten von Godavari. Hunderte von Bäumen und Stromleitungen wurden durch die Winde niedergerissen. Mindestens 64.000 Hektar landwirtschaftliche Nutzfläche und mehr als 2000 Häuser wurden durch die Auswirkungen des Sturmes geschädigt. Die Wellenhöhe an der Küste Visakhapatnams betrug bis zu 18,8 Fuß (rund 5,75 m). Der Sturm lud in der Region Niederschläge von mehr als 100 mm ab.

### Sehr schwerer zyklonischer Sturm BOB 06 (07B)
In der Zwischenzeit löste sich der Tropische Sturm Chip am 15. November über Vietnam auf. Chips Resttief überquerte die Malaiische Halbinsel am 17. November und zog in den Golf von Bengalen. Das System zog am Rand eines subtropischen Hochdruckrückens in ein Gebiet mit starker Windscherung. Nachdem sich das System nach Nordwesten wandte, gelangte es in ein Gebiet geringer Windscherung und organisierte sich besser. Zwischen dem 18. und dem 20. Mai gab das JTWC dreimal einen Tropical Cyclone Forming Alert aus, bevor in der Frühe des 20. Novembers die erste vollwertige Sturmwarnung veröffentlicht wurde. Der Zyklon schlug einen Bogen nach Nordosten und erreichte am 22. November mit Windgeschwindigkeiten von 140 km/h seine größte Intensität. Kurze Zeit später traf der Sturm auf ein Gebiet mit starker Windscherung, wodurch die Konvektion vom Zentrum des Sturms getrennt wurde. in der Folge schwächte sich Zyklon 07B ab, bevor er die Küstenlinie westlich von Chittagong in Bangladesch querte. Der Sturm löste sich am 23. November auf.
Zyklon 07B erzeugte eine Sturmflut von 1,2–2,4 m, wodurch küstennahe Bereiche Bangladeschs überschwemmt wurden, 40 Personen getötet und mindestens 103 als vermisst gemeldet wurden. Windböen in Orkanstärke sowie heftige Regenfälle wirkten sich auf einen großen Teil des Landes aus. Durch die Überschwemmungen gingen große Anbauflächen von Reis verloren, zahlreiche Wohnhäuser wurden von Schlamm begraben. Insgesamt wurden durch diesen Zyklon 5780 Familien obdachlos. Nach amtlichen Angaben wurden 8755 Häuser schwer beschädigt und rund 300.000 Bangladescher waren von den Auswirkungen des Zyklons betroffen.

### Schwerer zyklonischer Sturm ARB 06 (08A)
Am 7. Dezember entwickelte sich in der Nähe der Südspitze Indiens ein ausgedehntes Tiefdruckgebiet, das sich innerhalb einer Zone mit mäßiger Windscherung befand. Am 11. Dezember erklärte das JTWC einen TCFA für das über dem Arabischen Meer nach Nordwesten driftende System, zwei Tage später wurden die ersten vollwertigen Sturmwarnungen zum Tropischen Zyklon 08A ausgegeben. Der Zyklon entwickelte sich langsam und intensivierte sich, während er sich weiter nach Norden wandte. Am 15. Dezember erreichte er mit Windgeschwindigkeiten von 120 km/h seine größte Intensität. Dann drehte der Zyklon nach Westen und gelangte in ein Gebiet mit stärkerer Windscherung. Auf seinem Weg auf die Küste Omans zu schwächte er sich kontinuierlich ab. Nachdem der Sturm am 17. Dezember die Küstenlinie überquerte, löste er sich über Land auf. Zwar hatte der Sturm bei Erreichen der Küste noch die Stärke eines tropischen Sturms, dennoch wurden an Land keine Schäden berichtet. Durch das Resttief des Sturmes sank ein Schiff, wodurch 18 Fischer getötet wurden.

## Saisonübersicht
Da durch das India Meteorological Department 1998 noch keine Windgeschwindigkeiten veröffentlicht wurden, werden in dieser Übersicht die vom Joint Typhoon Warning Center ermittelten maximalen Windstärken und die Saffir-Simpson-Hurrikan-Windskala verwendet.